# Marguerite de Lorraine
Ne pas confondre avec Marguerite de Lorraine-Vaudémont.
Signature
Marguerite de Lorraine, née à Nancy le 22 juillet 1615 et décédée à Paris le 13 avril 1672, est un membre de la Maison de Lorraine. Petite-fille du duc Charles III de Lorraine, elle est princesse de Lorraine et fut la seconde épouse de « Monsieur », Gaston de France (1608-1660), frère du roi Louis XIII. 
Nièce du duc Henri II de Lorraine, elle est d'abord nommée Marguerite de Lorraine-Vaudémont en tant que fille de François de Lorraine, comte de Vaudémont (1572-1632), et de Christine de Salm.
Elle fut ensuite appelée « Marguerite de Lorraine » lorsque son père devint duc de Lorraine et de Bar en 1625. 
Benjamine des enfants du duc François II, elle a pour frères et sœur le duc Charles IV, le cardinal Nicolas-François de Lorraine qui renonça à la pourpre pour se marier après avoir succédé brièvement à son frère, et Henriette, princesse de Phalsbourg et Lixheim, qui fut une  opposante farouche aux envahisseurs français.

## Religieuse et fiancée
Marguerite perdit sa mère Christine de Salm en 1627, et fut élevée auprès de sa tante Catherine de Lorraine, abbesse de Remiremont, dont elle fut bientôt et sans surprise élue coadjutrice. L'abbesse de Remiremont avait rang de princesse souveraine et bénéficiait de la protection directe du pape et de l'empereur.
En juillet 1629, elle fut présentée à Gaston de France, duc d'Orléans et héritier présomptif de son frère, le roi de France Louis XIII qui semblait devoir mourir sans descendance. Veuf depuis deux ans de Marie de Bourbon-Montpensier, dont il avait eu la célèbre « Grande Mademoiselle », le fils d'Henri IV, en désaccord avec la politique menée par son frère et surtout le ministre de celui-ci, le cardinal de Richelieu, avait effectué "une sortie" du royaume. Avec sa suite, ses gentilshommes et son armée, il avait trouvé asile auprès du fantasque duc de Lorraine à Nancy pour empêcher son frère de prendre part à la guerre d'Italie, ce qui réussit parfaitement. Il fut ébloui par la jeune princesse de Lorraine et ne l'appela plus désormais que « L'Ange » ou « La petite angélique ».
Il passa six mois en Lorraine et ne revint en France que le 30 janvier 1630, ayant reçu le pardon de son frère et gagné des avantages substantiels.
Quelques mois plus tard, contraint à l'exil après la journée des Dupes, il chercha de nouveau asile auprès du duc de Lorraine et, pour se faire accepter par celui-ci, demanda, en tant qu'héritier du trône de France la main de la princesse Marguerite, sœur du souverain.

## L'amour et la guerre
Louis XIII envahit alors la Lorraine mais, avec l'accord de sa mère Marie de Médicis, en exil à Bruxelles, Gaston épousa Marguerite secrètement, dans la nuit du 2 au 3 janvier 1632. Dès le lendemain, le duc de Lorraine envoya son nouveau beau-frère se mettre en sécurité à Bruxelles, alors possession des Habsbourg.
Le parlement de Paris, sous prétexte de lutter contre les mariages clandestins, refusa d'enregistrer le mariage et condamna à mort par contumace, sinon la princesse, du moins son frère, Charles IV, en tant que vassal du roi (pour une partie de son duché de Bar). L'ex-chanoinesse, jeune mariée de seize ans déguisée en soldat, le visage noirci, s'enfuit à cheval, vers Thionville, place alors luxembourgeoise, également possession des Habsbourg. Elle trouva refuge et protection auprès de l'archiduchesse-infante Isabelle, gouvernante de la province pour son petit-neveu le roi Philippe IV d'Espagne, et de sa belle-mère la reine de France en exil Marie de Médicis.

## Mariée et séparée
Réconcilié en apparence avec son frère, le duc d'Orléans put de nouveau rentrer en France en 1634, mais sans Marguerite.
Influencé par le cardinal de Richelieu, le roi pensait rompre le mariage en obtenant de son frère une action en nullité. Il fit même paraître des pamphlets prétendant que les membres de la maison de Lorraine étaient indignes d'épouser le sang de France (alors que récemment encore l'épouse d'Henri III était une princesse de Lorraine d'une branche cadette).
Marguerite, pieuse et fière, écrivait lettre sur lettre au pape et aux membres de la Curie romaine pour faire valoir la canonicité de son union. 
De son côté, Gaston, pour une fois constant, espérait faire reconnaître son mariage par son frère. La naissance du futur Louis XIV en 1638 et la mort du cardinal de Richelieu en 1642 dénouèrent la situation : également proche de la tombe, « travaillé » par son frère et son épouse, Louis XIII consentit, le 6 mai 1643 à recevoir sa belle-sœur. Il mourut peu après.
Après onze ans de mariage et autant de lutte, Marguerite, épuisée, put enfin paraître à la cour en tant que légitime épouse d'un fils de France, seconde dame du royaume après la reine.

## Mère et belle-mère
Marguerite fut selon l'usage appelée « Madame ». De ce mariage d'amour naîtront cinq enfants, dont un seul fils mort en bas âge (voir la généalogie des Bourbons : les descendants d'Henri IV) :
- Marguerite-Louise (1645-1721), qui n'ayant pu épouser Louis XIV, s'éprit de son cousin Charles V de Lorraine mais fut mariée en 1661 au grand-duc de Toscane, Cosme III de Médicis.
- Élisabeth-Marguerite (1646-1696), contrefaite[1], fut un temps abbesse de Remiremont (chapitre de dames nobles dont sa mère avait été coadjutrice). Elle succéda à sa grand-tante Catherine de Lorraine et fut élue abbesse en 1648, alors qu'elle n'avait que deux ans. Elle le resta jusqu'en 1658. Créée duchesse d'Alençon, elle fut mariée en 1667 au duc Louis Joseph de Guise (1650-1671), chef de la branche française de la maison de Lorraine et lui donna un fils mort dès 1675.
- Françoise-Madeleine (1648-1664) qui fut mariée en 1663 au duc de Savoie Charles-Emmanuel II.
- Jean-Gaston, duc de Valois (1650-1652).
- Marie-Anne (1652-1656).

À la cour de France, Marguerite de Lorraine dut subir l'acrimonie de sa belle-fille, Mademoiselle de Montpensier, et fut une protectrice du jeune La Fontaine, dont la mère avait été une de ses dame d'atours.
Elle soutint son mari pendant la Fronde sans oublier sa patrie, les duchés de Lorraine et de Bar, illégalement occupés par les troupes françaises.

## Cour de France et du Luxembourg
Veuve en 1660, elle s'installa d'autorité au palais du Luxembourg dont sa belle-fille voulait la déposséder.
L'année suivante, sa fille aînée, Marguerite-Louise fut mariée, malgré elle, au futur grand-duc de Toscane Cosme III de Médicis. La princesse aurait préféré son cousin Charles, héritier du trône de Lorraine ce que la duchesse douairière, tante du jeune homme, évidemment approuvait. Marguerite-Louise fut très malheureuse à la cour de Florence et, après avoir donné trois enfants à son mari, revint vivre en France après la mort de sa mère.
En 1663, sa fille cadette Françoise-Madeleine fut mariée au duc de Savoie Charles-Emmanuel II mais mourut dès l'année suivante.
Enfin, en 1667, Élisabeth-Marguerite d'Orléans, bien que contrefaite (on la destinait à l'Église après lui avoir donné le duché d'Alençon), épousait un prince lorrain et français à la fois en la personne du duc de Guise lequel la laissa veuve trois ans plus tard avec un fils en bas âge, le dernier des ducs de Guise.
En 1670, « Madame » intervint auprès de Louis XIV, son neveu, pour protester contre l'invasion de la Lorraine et du Barrois mais aussi pour empêcher la mésalliance de sa tumultueuse belle-fille avec le duc de Lauzun. Le roi l'approuvait sur ce dernier point, ce qui, tout en préservant la dignité de sa famille, n'améliora pas les relations entre la duchesse d'Orléans et la duchesse de Montpensier.
Marguerite de Lorraine mourut en 1672. Son cœur fut déposé à l'abbaye de Montmartre